# Fränkisches Überlandwerk
Die Fränkisches Überlandwerk AG (FÜW) war ein regionaler Stromversorger in Franken. Das FÜW war ein reines Verteilungsunternehmen, welches seinen Strom von der Großkraftwerk Franken AG bezog.

## Geschichte
Die Gesellschaft entstand im Januar 1913. Anteilseigner waren mit etwa 60 % die Gemeinden des Kreises Mittelfranken und zu etwa 40 % die Elektrizitäts-AG, vormals Schuckert & Co., die ihren Anteil mithilfe eines Bankenkonsortiums finanzierte.
1921 wurden 829 Ortschaften mit 307.000 Einwohnern versorgt. 1963 entsprach das Versorgungsgebiet dem Regierungsbezirk Mittelfranken und einem Teil von Unterfranken.
Bis 28. April 2000 hat die Mittelfranken-Stiftung Natur-Kultur-Struktur 24,3 % am Grundkapital und 20,02 % der Stimmrechte der FÜW besessen. Nach den Verkauf der Anteile an die Thüga AG besaß diese 85,5 % des Grundkapitals und etwa 91 Prozent der Stimmrechte.
Am 30. März 2000 gründeten die Städtische Werke Nürnberg (StWN) und die Thüga AG, München, die N-Ergie AG. Im August fanden Hauptversammlungen statt, die die endgültige Verschmelzung der Energieversorgung Ewag (Energie- und Wasserversorgung AG), Fränkisches Überlandwerk (FÜW) AG sowie Mittelfränkischer Erdgas GmbH (MEG) zur N-Ergie beschlossen. 2002 wurden die Minderheitsaktionäre ausgeschlossen.
Das Archiv der Fränkischen Überlandwerk AG befindet sich am ehemaligen Unternehmenssitz in der Hainstraße in Nürnberg.